# Špičkový výkon
Špičkový výkon (v anglickém originále Peak Performance) je v pořadí dvacátá první epizoda druhé sezóny seriálu Star Trek: Nová generace.

## Příběh
USS Enterprise D je nařízena velitelstvím Hvězdné flotily účast na simulovaném souboji za účelem přípravy na hrozbu, kterou představují Borgové. Kapitán Picard i komandér Riker se účasti zdráhají a poukazují na tradiční roli Hvězdné flotily, kterou je průzkum a polovojenský řád, nikoliv zcela vojenský. Přesto však rozkazy splní. Na Enterprise je vyslán zakdornský stratég Kolrami, aby zde působil jako taktický poradce a dohlížitel. Kolramiho blahosklonnost vůči posádce ještě vzroste, když bez problémů porazí Rikera a androida Data ve hře s názvem Strategema. Dat nabyde přesvědčení, že nefunguje správně, ale ostatní členové posádky dojdou k názoru, že prožívá krizi svého sebevědomí, a že se tedy opět o krok přiblížil lidství.
Simulace sestává z bitvy mezi Enterprise D a 80 let starou federační lodí USS Hathaway, která je na oběžné dráze kolem planety v systému Braslota. Posádka se rozdělí: Kapitán Picard, Dat, doktorka Pulaská a poradkyně Troi zůstanou na Enterprise, zatímco komandér Riker, šéfinženýr La Forge, poručík Worf a podporučík Wesley Crusher se nalodí na Hathaway. Každá loď se pokusí vyřadit tu druhou s pomocí simulovaných výstřelů z phaserů.
Hathaway je očividně technologicky zastaralá a bez antihmoty, což činí let warpem nemožný. Nicméně Wesley Crusher předstírá, že nechal na Enterprise běžet jakýsi experiment, a dočasně se tam vrátí, aby jej ukončil. Na Hathaway se vrátí i s experimentem, jehož součástí je i antihmota. To jim umožní na dvě sekundy rychlost warp 1.
Když bitva začne, Riker umožní Worfovi použít trik, který navrhl. Hathaway rozruší senzory Enterprise, aby ukazovaly falešný obraz romulanské válečné lodi, která je údajně napadá. Zatímco se Enterprise k ní otáčí, Hathaway jí dává přímý zásah.
Simulace je však náhle přerušena skutečným nepřátelským útokem ferengské válečné lodi Kreechta pod velením DaiMona Bractora. Picard ji zpočátku ignoruje, jelikož si myslí, že se jedná o další Worfův klam. Následný ferengský útok způsobí, že zbraně Enterprise se uzamknou v neškodném cvičném módu, a loď tak zůstane bezbranná.
Ferengové viděli dvě lodě Federace, jak spolu bojují, a všimli si, že jedna loď měla evidentně navrch (Hathaway). Z toho si odvodili, že ona starší a menší loď musí obsahovat něco velmi cenného. A oni chtěli přirozeně tuto věc pro sebe a začali vyhrožovat zničením Enterprise, pokud jim nebude tato věc vydána.
Splnit požadavky Ferengů samozřejmě není možné, protože na palubě Hathaway nic cenného není. A nejspíše by se ani jednoduše nestáhli pryč, pokud by jim bylo přiznáno, že šlo jen o simulaci. Picard a Riker se tak rozhodli pro mazaný plán: Enterprise vystřelí fotonová torpéda na Hathaway, ale bezprostředně před zásahem Hataway přejde na warp (díky Wesleyho antihmotě). To zafunguje, jelikož Ferengové si myslí, že Hathaway byla zničena. Začnou tedy připravovat zničení Enterprise, ale Worf použije svůj trik znovu, aby nasimuloval falešnou federační loď. V domnění, že jsou v početní nevýhodě, se Ferengové stáhnou, aby si zachránili život.
Když je po všem, Dat vyzve Kolramiho k odvetě ve Stretegemě. Avšak tentokrát změní strategii, a nehraje, aby vyhrál, ale aby to byla remíza. Hra pokračuje po značně dlouhou dobu, až nakonec Kolrami, frustrovaný Datovým zdánlivým zdržováním, k radosti posádky Enterprise hry s odporem zanechá.